# GOMBURZA

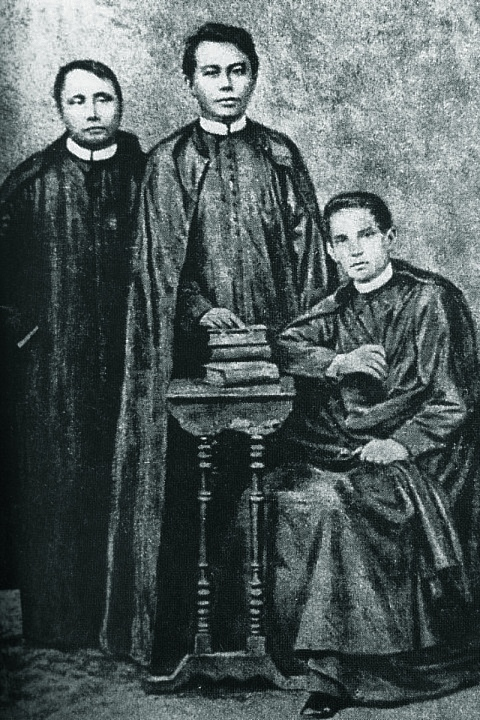
Die drei Priester Mariano Gómez, José Burgos und Jacinto Zamora

GOMBURZA ist ein Akronym, das sich aus den Anfangsbuchstaben der Nachnamen der philippinischen Priester Mariano Gomez, Jose Burgos und Jacinto Zamora zusammensetzt. Alle drei werden auf den Philippinen als Nationalhelden verehrt.
Die drei Priester galten als liberale Freidenker und setzten sich für eine Modernisierung der spanischen Kolonie der Philippinen ein. Alle drei waren Anhänger der Säkularisierungsbewegung innerhalb der katholischen Kirche, die aus Spanien kommend die Philippinen in den 1850er Jahren erfasste und von Pedro Pelaez stark beeinflusst wurde. Die drei Priester wurden vom neu eingesetzten Gouverneur der Philippinen Joaquin Pardo de Taverain in das Reformkomitee einberufen. Als Kopf der Gruppe galt Jose Burgos, der mit dem Erzbischof von Manila, Gregorio Martínez, bekannt war. Mariano Gomez war neben seiner Tätigkeit in der Kommission Priester in Bacoor und veröffentlichte Artikel in der Zeitung La Verdad (Die Wahrheit), in denen er immer wieder die Möglichkeiten der Modernisierung beschrieb. 
Nach der Ablösung von de la Torre durch Rafael Izquierdo setzte eine Periode der reaktionären Erneuerung ein, in der die Reformen rückgängig gemacht wurden und z. B. die Pressezensur wieder eingeführt wurde. Die drei Priester wurden im Zusammenhang mit dem Cavite-Aufstand vom 20. Januar 1872 verhaftet.

„Am 20. Jänner brach in Cavite eine Revolution aus. Die Insurgenten nahmen das Fort und das Arsenal in Besitz und tödteten 14 der höchsten spanischen Beamten, darunter den Gouverneur, den Administrator und dessen Frau. Erst nachdem die Regierungstruppen und Belagerungsgeschütze herangezogen waren, gelang es sich des Forts und des Arsenals wieder zu bemächtigen. Sämmtliche Rebellen wurden niedergemacht. Manila blieb ruhig.“

Alle drei Priester wurden am 6. Februar zum Tode verurteilt. Ihnen wurde vorgeworfen, subversiv tätig gewesen zu sein. Da bis heute die Akten zum Prozess und dem Urteil von Spanien nicht veröffentlicht wurden, wird davon ausgegangen, dass an den dreien ein Exempel statuiert werden sollte. Das Urteil wurde am 17. Februar in Bagumbayan, heutiger Rizal-Park in Manila, durch die Garrotte vollstreckt. Zum Protest gegen die Hinrichtung ließ der Erzbischof von Manila, Gregorio Martínez, die Glocken der Kirchen läuten, was bei den spanischen Mönchsorden auf Missbilligung stieß, da sie Teile des Exekutionskommandos stellten.
In der philippinischen Öffentlichkeit stieß die Hinrichtung auf Unverständnis. Es entwickelte sich daraufhin die Bewegung der Illustrados und die Propagandabewegung philippinischer Studenten in Europa, die schließlich zur Liga Filipina und zum Katipunan führen sollte. Ein führendes Mitglied der Propagandabewegung war José Rizal, der in seinem Werk Noli me tangere (Rühre mich nicht an) den drei Priestern ein literarisches Denkmal setzte. Seit der philippinischen Revolution (1896–1898) gelten die drei als Märtyrer. Ihnen ist an dem Ort ihrer Hinrichtung, im Rizal-Park in Manila, ein Denkmal gesetzt worden.